# Aeroporto Internacional de Orã
O Aeroporto Internacional de Orã ou Aeroporto de Orán Es Sénia (en árabe مطار السانية / وهران) (código IATA: ORN, código OACI: DAOO) é um aeroporto localizado a 8.7 km ao sul de Orã, cerca de Es Sénia, na Argélia.

## Projecto 2007
A Andrade Gutierrez, uma companhia Brasileira tem ganhado um contrato para construir uma nova pista no aeroporto de Orã, ubicado na segunda maior cidade da Argélia. O custe da construção é de uns vinte milhões de euros. Orã tem uma população de uns 650.000 habitantes. Sendo a segunda maior cidade do país, Orã é um importante centro industrial, educacional e cultural. Os trabalhos de construção no aeroporto de Orán são os segundos obtidos pela companhia na Argélia.

## Linhas Aéreas e Destinos
| Nacionais        | Destinos |
| ---------------- | --- |
| Aigle Azur       | Marselha, Basiléria, Lille, Lyon, Paris-Charles de Gaulle, Paris-Orly, Toulouse |
| Air Algérie      | Argel, Alicante, Barcelona, Basiléia, Bechar, Bordeaux, Bruxelas, Casablanca, Constantine, Genebra, Ghardaia, Hassi Messaoud, In Amenas, Jeddah, Lyon, Marseille, Montpellier, Paris-Orly, Ouargla, Timimoun, Toulouse, Yida |
| Iberia LAE       | Madrid-Barajas [inicia em setembro de 2010] |
| Royal Air Maroc  | Casablanca |
| Tassili Airlines | Algiers |
| Tunisair         | Tunis |

## Ligações Externas
- Website Tidak Resmi
- EGSA-Alger